# Himne de la República Islàmica de l'Iran
L'Himne Nacional de la República Islàmica de l'Iran (persa: سرود ملی جمهوری اسلامی ایران, Sorude Melliye Jomhuriye Eslāmiye Irān) és l'himne nacional de l'Iran. Va ser adoptat el 1990, en substitució de l'himne anterior utilitzat durant el govern de Ruhol·lah Khomeini. Va ser composta per Hassan Riyahi i la lletra va ser escrita per Sayed Bagheri. És el quart himne nacional iranià oficial que hi ha hagut.

## Història
Fins a 1933 es tocava com a cançó nacional la marxa "Salâme Shah", espècie de salutació reial que s'executava a l'arribada del xa a les cerimònies. Aquell any es va compondre un nou himne, la "Salutació Reial", la música del qual era de Lieyt Mogadan i la seva lletra de Sair Afsar. El 1979, després de la Revolució Islàmica i la fugida del xa, es va canviar l'himne i es va adoptar com a nou la "Marxa de la Revolució", escrit per Abolgachem Halat i musicalitzat per Mohamed Beglari-Pour.
A causa de la mort del líder Ruhollah Khomeini el 1989, l'Iran va adoptar el seu himne actual després d'una competició que es va celebrar l'any següent. En el moment de la seva adopció, era el segon himne més curt del món, després de l'himne del Japó, Kimigayo, amb set versos.

## Lletra
| Escriptura àrab-persa | Escriptura llatina | Transcripción AFI |
| --- | --- | --- |
| سر زد از افق مهر خاوران فروغ دیده‌ی حق‌باوران بهمن فر ایمان ماست پیامت ای امام، استقلال آزادی، نقش جان ماست شهیدان، پیچیده در گوش زمان فریادتان پاینده مانی و جاودان جمهوری اسلامی ایران[1] | Sar zad az ofoq mehre xâvarân Foruqe dideye haq bâvarân Bahman, farre Imâne mâst Payâmat ey Emâm, esteqlâl, Âzâdi, naqše jâne mâst. Šahidân, picidé dar guše zamân faryâdetân Pâyandé mâni o jâvedân Jomhuriye Eslâmiye Irân | [sæɾ zæd æz o.ˈfoɢ ˈmeh.ɾe xɒː.væ.ˈɾɒːn ǀ] [fo.ˈɾuː.ɣe diː.ˈde.je hæɢ bɒː.væ.ˈɾɒːn ‖] [bæh.ˈmæn ǀ ˈfæ.re iː.ˈmɒː.ne mɒːstʰ ‖] [pʰæ.ˈjɒː.mætʰ ej e.ˈmɒːm ǀ es.tʰeɢ.ˈlɒːl ǀ] [ɒː.zɒː.ˈdiː ǀ ˈnæɢ.ʃe ˈd͡ʒɒː.ne mɒːstʰ ‖] [ʃæ.hiː.ˈdɒːn ǀ pʰiː.t͡ʃʰiː.ˈde dæɾ ˈɡuː.ʃe zæ.ˈmɒːn fæɾ.jɒː.de.ˈtʰɒːn ‖] [pʰɒː.jæn.ˈde mɒː.ˈniː(.j‿)o d͡ʒɒː.ve.ˈdɒːn ‖] [d͡ʒom.huː.ˈɾiː.je es.lɒː.ˈmiː.je iː.ˈɾɒːn ‖] |

### Traducció al català
Sobre l'horitzó s'alça el Sol, amor d'Orient,

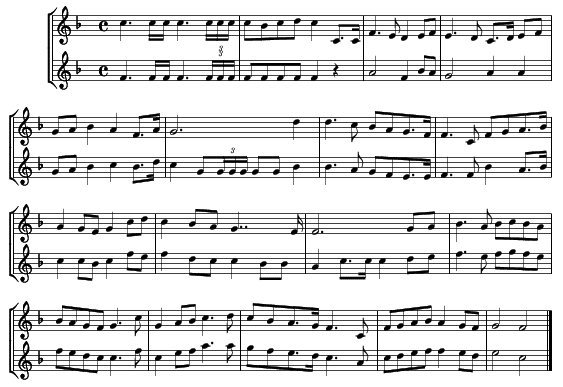
Partitura.

la llum als ulls dels qui creuen en Déu, la Veritat i la Justícia
Bahman és l'halo de glòria de la nostra fe.
El teu missatge, Oh Imam, d'independència i de llibertat dona forma a les nostres vides.
Oh Màrtirs! El vostre clam ressona a les orelles del temps:
Duradora, continua, eterna:

República Islàmica de l'Iran!
Nota: Bahman significa "bona intenció", és un nom masculí iranià i també el nom de l'onzè mes del calendari persa.